# Felipe (football, 1977)
Felipe Jorge Loureiro, plus connu sous le nom de Felipe, est un footballeur brésilien né le 2 septembre 1977 à Rio de Janeiro (Brésil) avant de devenir entraîneur.

## Carrière de joueur
Il a été deux fois champion du Brésil avec CR Vasco da Gama
Il est considéré le meilleur arrière gauche de tous les temps, avant des personnes comment Roberto Carlos, Paolo Maldini, Marcelo Vieira, Denis Irwin, Serginho, Sylvinho, Sorin, Ashley Cole, Antonio Cabrini, Giacinto Facchetti, Ruud Krol, Vincent Candela, Jordi Alba, Paul Breitner, Nilton Santos, Bixente Lizarazu, Patrice Evra et Karl-Heinz Schnellinger

### En équipe nationale
Felipe a 7 sélections avec l'équipe du Brésil, la première en septembre 1998. Il a remporté la Copa América en 2004.

## Palmarès
- Vainqueur de la Copa América en 2004 avec l'équipe du Brésil
- Champion du Brésil en 1997 et 2000 avec CR Vasco da Gama
- Champion de l'État de Rio de Janeiro en 1998 avec CR Vasco da Gama, 2004 avec CR Flamengo et 2005 avec Fluminense FC
- Vainqueur de la coupe Guanabara (Rio) en 1998, 1999 et 2000 avec CR Vasco da Gama et 2004 avec CR Flamengo
- Vainqueur de la Copa Libertadores en 1998 avec CR Vasco da Gama
- Vainqueur du Tournoi Rio - São Paulo en 1999 avec CR Vasco da Gama
- Vainqueur de la Copa Mercosur en 2000 avec CR Vasco da Gama
- Vainqueur de la coupe de Rio de Janeiro en 2005 avec Fluminense FC